# Hornungia
Hornungia is een geslacht van vijf eenjarige plantensoorten uit de kruisbloemenfamilie (Brassicaceae).
Hornungia-soorten komen voor in de gematigde en koude streken van Eurazië.

## Naamgeving en etymologie
- Synoniem: Hutchinsia W.T.Aiton (1812); Pritzelago Kuntze (1891); Hutchinsiella O. E. Schulz; Hymenolobus Nuttall; Microcardamum O. E. Schulz

De botanische naam Hornungia is een eerbetoon aan de Duitse botanicus Ernst Gottfried Hornung (1795-1862).

## Kenmerken
Hornungia-soorten zijn eenjarige kruidachtige planten met een meestal vertakte stengel, een bladrozet van gesteelde, gaafrandige, getande of veerspletige bladeren en meestal verspreid staande, gesteelde of zittende, gaafrandige, getande of veerdelige stengelbladeren.
De bloeiwijze is een bloemtros met kelkvormige, viertallige bloemen met witte, spatelvormige kroonblaadjes.
De vrucht is een ovaal of eivormig hauwtje.

## Taxonomie
In Hornungia zijn recent ook de soorten van de geslachten Hutchinsia en Pritzelago opgenomen.
Hornungia telt daarmee momenteel vijf soorten. De typesoort is Hornungia petraea.
Een volledige soortenlijst:
- Hornungia alpina (L.) O.Appel
- Hornungia aragonensis (Loscos & J.Pardo) Heywood
- Hornungia pauciflora (Koch) Soldano, F.Conti, Banfi & Galasso
- Hornungia petraea (L.) Rchb.
- Hornungia procumbens (L.) Hayek

## Verspreiding en habitat
Het geslacht is inheems in gematigde en koude streken van Eurazië. Eén soort, Hornungia procumbens, komt ook in Noord-Amerika voor.
... · 
Alliaria · 
Alyssum (Schildzaad) · 
Arabidopsis · 
Arabis (Scheefkelk) · 
Armoracia · 
Aubrieta · 
Barbarea (Barbarakruid) · 
Berteroa · 
Brassica (Kool) · 
Braya · 
Bunias (Hardvrucht) · 
Cakile · 
Calepina · 
Camelina · 
Capsella (Herderstasje) · 
Cardamine (Veldkers) · 
Cochlearia (Lepelblad) · 
Coincya · 
Conringia · 
Coronopus (Varkenskers) · 
Crambe (Bolletjeskool) · 
Descurainia · 
Diplotaxis (Zandkool) · 
Draba · 
Erophila · 
Eruca · 
Erucastrum · 
Eutrema  · 
Erysimum (Steenraket) · 
Heliophila · 
Hesperis · 
Hirschfeldia · 
Hormathophilla · 
Hornungia · 
Iberis (Scheefbloem) · 
Isatis · 
Lepidium (Kruidkers) · 
Lobularia · 
Lunaria (Judaspenning) · 
Malcolmia · 
Matthiola · 
Neslia · 
Physaria · 
Pringlea · 
Ptilotrichum · 
Raphanus (Radijs) · 
Rapistrum · 
Rorippa (Waterkers) · 
Schouwia · 
Selenia · 
Sinapidendron · 
Sinapis · 
Sisymbrium (Raket) · 
Subularia · 
Teesdalia · 
Thlaspi (Boerenkers) · 
...